# Paepalanthus aureus
Paepalanthus aureus är en gräsväxtart som beskrevs av Silveira. Paepalanthus aureus ingår i släktet Paepalanthus och familjen Eriocaulaceae. Inga underarter finns listade i Catalogue of Life.